# Barbatio
Barbatio (ou Barbation), mort en 359, est un général romain ayant servi durant le règne de Constance II. 
Barbatio commande les protecteurs domestiques du César Gallus avant de trahir celui-ci lors de sa chute en 354. Son intervention durant ces événements lui vaut d'être promu au grade de maître de l'infanterie après l'assassinat de Sylvain, consécutive à sa tentative d'usurpation. Il commande par la suite l'armée romaine au cours de campagnes contre les Juthunges (entre 356 et 358) et contre les Alamans (en 357). 
Barbatio est lui-même victime d'un complot en 359 qui entraîne sa condamnation à mort ainsi que celle de son épouse.

## Biographie

### Rôle dans la chute de Gallus (354)
Barbatio apparaît pour la première fois sous la plume d'Ammien Marcellin comme commandant des protecteurs domestiques du César Gallus, cousin de l'empereur Constance II et membre comme lui de la famille des Constantiniens. Ce dernier est chargé de défendre la frontière orientale contre les Perses sassanides, qui menacent la sécurité de l'Empire.
Constance était un empereur soupçonneux, vivant dans la crainte continuelle d'une usurpation. Il se méfie de Gallus, dont presque toute la famille a été assassinée après la mort de l'empereur Constantin Ier afin d'écarter de potentiels prétendants au trône - le César n'ayant été épargné avec son demi-frère Julien qu'en raison de son jeune âge. En 354, poussé par ses courtisans, le maître de cavalerie Arbitio et le grand chambellan Eusèbe, Constance convoque Gallus à Mediolanum (actuelle Milan), où il a installé sa cour. Parvenu à Pétovio, au sud de Vienne, Gallus est arrêté par Barbatio et dépouillé de ses ornements impériaux. Barbatio lui assure qu'il ne risque rien en se réclamant d'une promesse faite par Constance.
Contrairement à ces assurances, Gallus est emmené en détention à Pola en Istrie, où le César Crispus, fils de Constantin, avait été exécuté en 326 à la suite de l'affaire Fausta. Gallus est jugé et condamné à mort. Son visage est mutilé après son exécution. 
Après la mort de Gallus, Barbatio connaît une forte ascension. En 355, il est nommé au grade suprême de maître de l'infanterie à la place de Sylvain, général tombé en disgrâce à la suite des intrigues de son rival, le maître de cavalerie Arbitio, et assassiné en Gaule après qu'il se fut proclamé empereur pour échapper à sa condamnation à mort. 

### Maître de l'infanterie

#### Campagne contre les Juthunges (356-358)
La tribu germanique des Juthunges lancent en 356 une série de raids dans la province de Rhétie et assiègent plusieurs villes. Barbatio est envoyé pour repousser les envahisseurs avec des forces considérables. Ammien dit de lui dans cette campagne qu'il manquait de courage pour l'action, mais qu'il sut trouver les mots pour encourager ses troupes. La campagne est victorieuse et seule « une poignée de barbares à peine s'en échappa ». Le praepositus Nevitta, servant sous les ordres de Barbatio, s'illustre dans les combats à la tête de son escadron de cavalerie. 

#### Campagne contre les Alamans avec Julien (357)
Peu de temps après la mort de Gallus, Constance convoque Julien, le demi-frère du défunt, à la cour impériale à Mediolanum. Il épouse Hélène, la sœur de l'empereur, et est promu au rang de César. Malgré cette élévation, la méfiance habituelle de Constance n'a pas diminué. Bien que Julien n'ait aucune expérience militaire, il est rapidement envoyé avec une petite escorte pour réorganiser l'armée en Gaule, attaquée par des tribus germaniques. Il est encadré par des hommes de confiance de Constance, à l'image des généraux Barbatio et Marcellus, du préfet du prétoire de la Gaule Flavius Florentius et du questeur Secundus Salutius. 
En 357, la deuxième année de Julien comme César, des plans sont élaborés pour une offensive contre les Alamans, la plus dangereuse des tribus ennemies. Il est prévu que deux armées, la première commandée par Julien et la seconde par Barbatio, avanceront de deux côtés avant de se rejoindre pour former une tenaille. 
Julien marche ensuite de son camp de Sens vers Reims, tandis que Barbatio se dirige vers le nord avec 25 000 soldats d'Italie en Rhétie. Pendant que ces mouvements sont en cours, une autre tribu allemande, les Lètes, passe entre les deux armées et attaque Lyon. Julien envoie trois escadrons de cavalerie d'élite pour les intercepter, attaquant et tuant un grand nombre d'entre eux alors qu'ils revenaient du raid chargés de butin. Les survivants fuient en longeant le camp de Barbatio sans être attaqués. Le commandant présente ses excuses auprès de l'empereur en accusant les autres officiers de la campagne de négligence.
Plus tard encore, Julien demande à Barbatio de lui fournir sept bateaux pour former un pont flottant sur le Rhin afin de poursuivre une autre tribu ennemie. Barbatio fait brûler les bateaux. Les fournitures destinées à l'armée de Julien sont également détruites. Finalement, le mouvement de tenaille prévu est contrecarré lorsque Barbatio, selon les mots d'Ammien, « comme s’il eût fait la campagne la plus heureuse, distribua tranquillement ses troupes dans les cantonnements, et revint à la cour préparer comme à l’ordinaire quelque accusation contre Julien ».
Le départ de Barbatio et de ses troupes placent Julien dans une situation vulnérable, mais contre toute attente, le César remporte une victoire décisive contre les Alamans à la bataille de Strasbourg. Gibbon a émis l'hypothèse que Barbatio, qui a échappé à toute réprimande, n'a pu agir comme il l'a fait qu'à la demande de Constance : « L'espoir de la campagne fut perdu par l'incapacité, la jalousie, ou par l'effet des instructions secrètes qu'avait reçues Barbatio, qui se comporta comme s'il eût été l'ennemi du César et l'allié secret des Barbares. »

### Trahison et condamnation à mort (359)
Ammien rapporte que Barbatio, ayant aperçu un essaim d'abeilles dans sa maison, se laisse entendre dire par un oracle qu'il serait à la veille de devenir empereur. La femme de Barbatio, Assyria, une « femme indiscrète et idiote » selon Ammien, écrit alors une lettre à son époux pour lui demander de ne pas la délaisser au profit de l'impératrice Eusébie, réputée pour sa beauté. 
La lettre n'a par été écrite par Assyria, mais par une esclave, qui avait autrefois appartenu à Sylvain, et qui aurait peut-être nourri une certaine rancune envers ses nouveaux propriétaires. Le domestique apporte immédiatement une copie de cette lettre à Arbitio, suggérant que tout cela faisait partie d'un complot. Arbitio porte immédiatement l'affaire à l'attention de Constance. En 359, Barbatio est arrêté et avoue avoir reçu la lettre. Lui et Assyria sont ensuite condamnés à mort et décapités. Le général Ursicin lui succède comme magister peditum praesantalis.